# أرفين معظمي
أرفين معظمي كودرزي (بالفارسية: آروین معظمی گودرزی) هو متسابق دراجات هوائية إيراني ولد في يوم 26 مارس 1990 في مدينة بروجرد في إيران، أبرز إنجازاته تحقيقه الميدالية الفضية في سباق الطرق في دورة الألعاب الآسيوية 2014 في إنشيون في كوريا الجنوبية.

## روابط خارجية
- أرفين معظمي على موقع الاتحاد الدولي للدراجات (الإنجليزية)
- أرفين معظمي على موقع أرشيف الدراجات (الإنجليزية)
- أرفين معظمي على موقع إحصائيات الدراجات الإحترافية (الإنجليزية)
- أرفين معظمي على موقع نسبة الدراجات (الإنجليزية)
- أرفين معظمي على موقع أوليمبيديا (الإنجليزية)